# Carl zur Eintracht

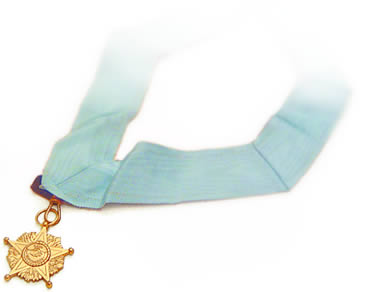
Bijou der Freimaurerloge Carl zur Eintracht

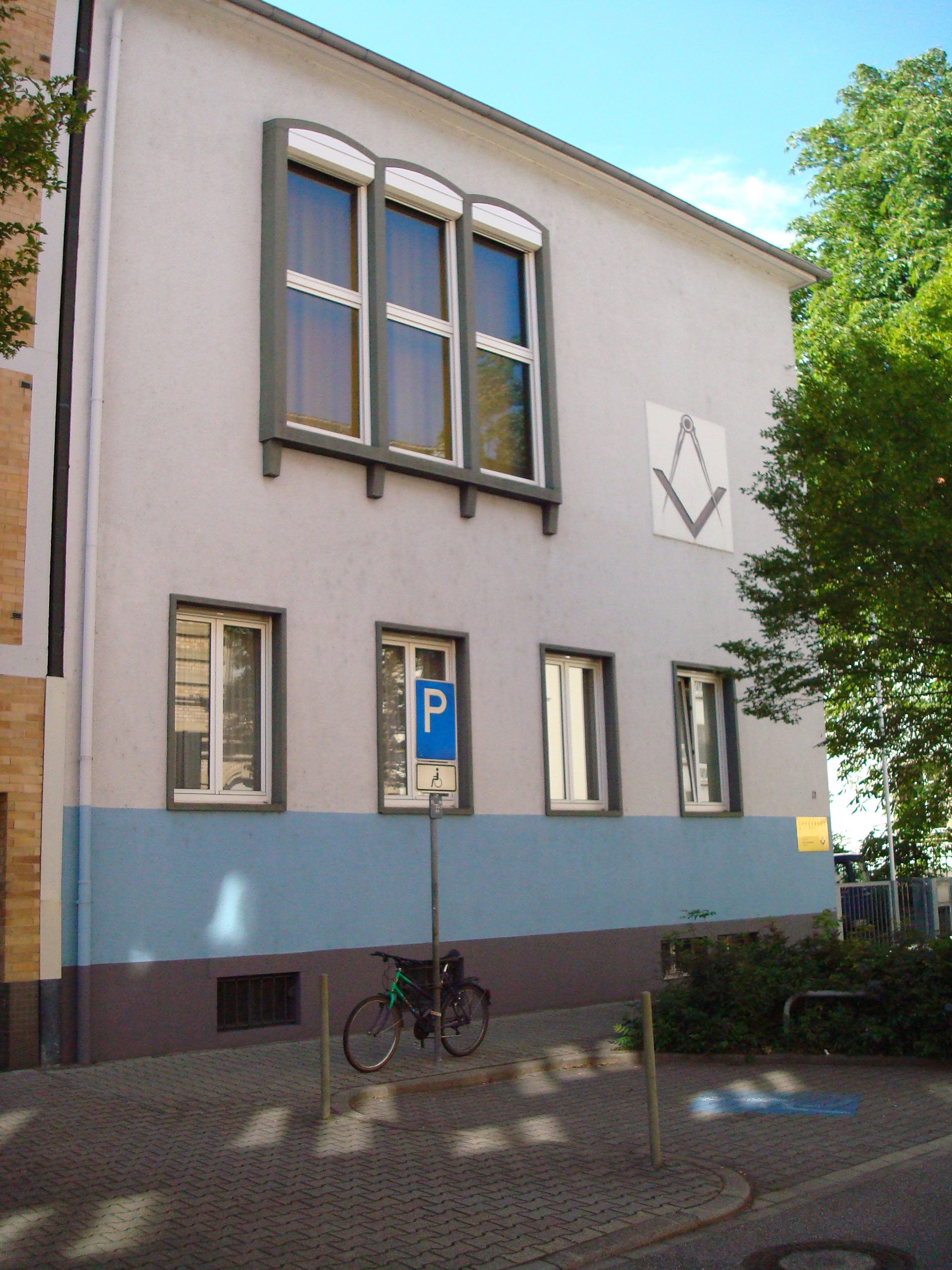
Logenhaus L 9, 9 wurde 1952 geweiht.

Logenhaus L 8, 3, wurde 1885 geweiht und am 1. März 1945 zerstört.

Von den heute in Deutschland bestehenden Freimaurerlogen verfügt Carl zur Eintracht über eine der ältesten Traditionen. Sie wurde am 18. Januar 1756 in Mannheim gegründet und gehört heute der Großloge der Alten Freien und Angenommenen Maurer von Deutschland (A.F.u.A.M.) an. Ihre Wurzeln reichen jedoch bis zum ersten Drittel des 18. Jahrhunderts zurück.

## Geschichte
Früheste Erwähnung
- 1727 Erste Erwähnung freimaurerischer Tätigkeit in Mannheim
- 1728 Konstitution der im Vorjahr gegründeten Loge Zur Einigkeit durch Graf Albrecht Wolfgang zu Schaumburg-Lippe
- 1737 Verbot aller freimaurerischer Tätigkeit durch Kurfürst Carl Philip
- 1745 Wiederaufleben der Loge Zur Einigkeit
- 1756 Gründung der Loge St. Charles de l’Union (hervorgegangen aus der Loge Zur Einigkeit)

Der Name der Loge Carl zur Eintracht leitet sich her aus der Zeit des Kurfürsten Karl Theodor. Viele Franzosen, unter anderem auch Voltaire, kamen damals an den Hof Karl Theodors nach Mannheim. Manche von ihnen waren Anhänger des schottischen Königshauses Stuart.
Seit 1727 ist das wechselhafte Leben dieser Loge eng mit der Geschichte Mannheims verknüpft. Obwohl das offizielle Gründungsjahr dieser Loge 1756 ist, gibt es einige Beweise dafür, dass sich bereits 30 Jahre früher das erste deutsche freimaurerische Leben in Mannheim regte. In den Jahren 1724 und 1726–28 weilte Graf Albrecht Wolfgang zu Schaumburg-Lippe als Gesandter des englischen Hofes in Mannheim. Der Graf hatte als ein tatkräftiger Vorkämpfer der freimaurerischen Idee, „für die Sache, in der er mit ganzer Seele aufging, Freunde und Anhänger geworben und durch seine Bemühungen ist in Mannheim die erste Loge auf deutschem Boden gegründet worden.“

So entstand in Mannheim 1756 in Nachfolge der schon seit 1727 bestehenden, dann aber 1737 vom Kurfürsten verbotenen Loge Zur Einigkeit zunächst eine französisch/schottische Loge Saint Charles de l’Union zu Ehren des Königs Karl (Charles) Stuart von Schottland. Dieses kurfürstliche Verbot ist ein weiterer Beweis dafür, dass es schon vor 1737 eine Freimaurerloge in Mannheim gab.

Der Graf gründete die Loge 1727 und nahm die Konstitution ein Jahr später vor. Laut einem Brief von Br. v. Reibeld arbeitete die Loge wegen der Gefahr der Verfolgung im Verborgenen und ganz nach den aus England stammenden Alten Pflichten der Freimaurer. Erst in den dreißiger Jahren scheint sie unter ihrem damaligen Meister vom Stuhl Br. Gotreu mit dem Namen Zur Einigkeit an die Öffentlichkeit getreten zu sein.

Des Weiteren berichtet Heinrich Boos von einer Eintragung, die er in einem Büchlein entdeckte, welches Br. Burckhardt „von der Freimaurerbrüderschaft in Mannheim zum Geschenk bekommen habe“ und welche lautet, „dass die Loge in Mannheim vom Grafen v. Lippe, der dort englischer Gesandter gewesen, im Jahre 1728 gegründet worden sei.“
Ein weiterer Beweis ist der Brief des Freimaurers v. Reibeld, den er am 1. Dezember 1769 an Joseph Uriot in Stuttgart schrieb, und der sich heute in der Manuskriptsammlung der Pariser Nationalbibliothek befindet. Er schrieb: „Die Brüderschaft der Freimaurer in Mannheim bestand schon vor 1730, nach der Überlieferung ist ihr Gründungsjahr 1727. Ihr Stifter ist Br. Graf v. Lippe, der als englischer Gesandter in Mannheim weilte.“

Die heutige Loge Carl zur Eintracht ist die direkte Nachfolgerin dieser Loge Saint Charles de l’Union.
In der Zeit des Nationalsozialismus wurde die Loge 1933 verboten und ihre Arbeit eingestellt. Sie entstand 1946 unter altem Namen neu und konnte mit Genehmigung der damaligen amerikanischen Verwaltung ihre Arbeit im neu erbauten Logenhaus in L 9, 9 fortsetzen.
1973 war die Loge „Carl zur Eintracht“ auf etwa 130 Brüder angewachsen und es erschien zweckmäßig, durch die Ausgründung einer neuen Loge eine kleinere Bruderschaft entstehen zu lassen. So gründeten 26 Freimaurer die Johannis-Freimaurerloge Im Quadrat. Beide Logen sind bis heute eng miteinander verbunden. Aus der Loge Carl zur Eintracht gingen im Laufe der Jahre noch weitere Freimaurerlogen als Tochterlogen hervor, aus diesen wiederum weitere Logen. Carl zur Eintracht ist somit die „Mutter“ aller Freimaurerlogen in Mannheim.

## Logenhaus
Das ursprüngliche Logenhaus wurde 1885 geweiht und befand sich in L 8, 3. Zu Beginn des Ersten Weltkrieges diente das Logenhaus als Reserve-Lazarett. Nach Zerstörung im März 1945 konnte die Loge in unmittelbarer Nachbarschaft in L 9 ein neues Grundstück als Entschädigung für die damalige Enteignung erhalten. Das neue Haus wurde 1952 geweiht.

## Bekannte Mitglieder
- Karl Friedrich Großherzog von Baden, Mitglied einer englischen Freimaurerloge und Ehrenmitglied bei Carl zur Eintracht
- Wilhelm August Prinz von Baden, Mitglied der Loge Urania zur Unsterblichkeit in Berlin und Ehrenmitglied bei Carl zur Eintracht
- Johann Ludwig Bassermann, Stadtrat und Landtagsabgeordneter
- Johann Caspar Bluntschli, Staatsrechtler, Politiker und Ehrenmitglied bei Carl zur Eintracht
- Wolfgang Heribert von Dalberg, Intendant des Mannheimer Nationaltheaters, inszenierte die Erstaufführung von Schillers Die Räuber
- Ludwig Eckardt, Dichter und Schriftsteller
- Johann Alexander Ecker, Professor der Medizin, Großherzoglich-Badischer Geheimer Hofrat
- Otto Heinrich von Gemmingen-Hornberg, Schriftsteller und Freund Mozarts
- Max Hachenburg, Jurist und führender Handelsrechtler
- Bernhard Herschel, Stadtrat und Stifter des Herschelbades
- Karl Kuntz, Mannheimer Hofmaler
- Ernst Lamey, Herausgeber der Mannheimer Zeitung
- Claude Étienne Le Bauld de Nans, Schauspieler und Regisseur
- Theobald Marchand, französisch-deutscher Hoftheaterdirektor
- Eduard Moll, Oberbürgermeister der Stadt Mannheim
- Georg Reinbeck, Universitätsgelehrter und Schriftsteller
- Heinz Rüggeberg, Amtsgerichtsdirektor, Meister vom Stuhl und späterer Großmeister der Vereinigten Großlogen von Deutschland
- Franz Joseph Seedorf, SJ, Erzieher, Berater und Beichtvater des Kurfürsten Karl Theodor.
- Hugo Stotz, Erfinder
- August Ritter v. Talleyrand, seit 1808 französischer Gesandter am Mannheimer Hof und späterer französische Minister
- Johann Andreas von Traitteur, Ingenieur
- Karl Friedrich Nebenius, Staatsminister
- Friedrich Wilhelm Wagner, Jurist und Politiker, Vizepräsident des Bundesverfassungsgerichtes
- Wilhelm Waldkirch, Zeitungsverleger
- Johann Baptist Wendling, Komponist
- Simon Anton Zimmermann, Chorleiter und Komponist
- Friedrich Michael Pfalzgraf von Zweibrücken, Gouverneur von Mannheim, Protektor dieser Loge und Großmeister